# Череповая
Череповая (укр. Черепова) — село в Хмельницком районе Хмельницкой области Украины.
Население по переписи 2001 года составляло 431 человек. Почтовый индекс — 31316. Телефонный код — 3822. Занимает площадь 0,113 км². Код КОАТУУ — 6825085105.

## Местный совет
31312, Хмельницкая обл., Хмельницкий р-н, с. Олешин, ул. Шестакова, 8